# Brian Asamoah
Brian Asamoah II (Columbus, Ohio, 29 de marzo de 2000) más conocido como Brian Asamoah, es un jugador profesional estadounidense de fútbol americano, se desempeña en la posición de linebacker en Minnesota Vikings, en la National Football League (NFL).

## Carrera
Fue seleccionado en la tercera ronda en la Reunión Anual de Selección de Jugadores de la NFL de 2022. Hizo su debut profesional con el equipo Minnesota Vikings, donde lleva jugando dos temporadas.